# Jacques Van der Schueren
Jacques Auguste baron van der Schueren (Aalst, 30 juli 1921 - Anderlecht, 24 juni 1997) was een Belgisch liberaal politicus.

## Levensloop
Jacques Van der Schueren werd geboren in een liberaal gezinde Franstalige familie. Hij was een broer van VBO-voorzitter Roger Van der Schueren en de schoonzoon van liberaal kopstuk Albert Devèze. Hij werd beroepshalve industrieel en beheerder in vennootschappen.
Voor de Liberale Partij zetelde hij van 1949 tot 1958 en van 1961 tot 1965 voor het arrondissement Verviers in de Kamer van volksvertegenwoordigers. Tussen zijn parlementaire mandaten door was hij van 1958 tot 1961 minister van Economische Zaken.
In 1964 verliet Van der Schueren de politiek om ondervoorzitter te worden van de Société Générale de Belgique. Hij werd bovendien actief in de energiesector en was voorzitter van Trationel, Electrobel en Distrigas.
Postuum werd hem de adellijke titel baron verleend.

## Bron
- VAN MOLLE, P., Het Belgisch Parlement 1894-1972, Antwerpen, 1972.